# Långören (Eckerö, Åland)
Långören är en ö i Åland (Finland). Den ligger i Bottenhavet, Skärgårdshavet eller Ålands hav och i kommunen Eckerö i landskapet Åland, i den sydvästra delen av landet. Ön ligger omkring 31 kilometer nordväst om Mariehamn och omkring 300 kilometer väster om Helsingfors.
Öns area är 8,7 hektar och dess största längd är 0,8 kilometer i nord-sydlig riktning.